# Glasvegas (album)
Glasvegas is het debuutalbum van de Schotse rockband Glasvegas. Het album werd op 8 september 2008 uitgebracht en geproduceerd door Rich Costey. In de eerste week van de uitgave behaalde Glasvegas de tweede plaats op de Britse Album Chart. Ook werd het album in de eerste week 56.000 maal verkocht. Twee singles van het album werden uitgebracht: "Geraldine" en "Daddy's Gone".

## Productie

### Opnamen
Glasvegas kon beginnen met het opnemen van hun debuutalbum na het ondertekenen van een platencontract bij Columbia Records. Dat gebeurde na de uitgave van "It's My Own Cheating Heart That Makes Me Cry" op 14 februari 2008. Glasvegas werd tussen maart en mei 2008 opgenomen in de Brooklyn Recording Studios in New York. Het album werd geproduceerd door Rich Costey, die eerder ook albums voor Muse en Interpol maakte. James Allan fungeerde als co-producer. Begin 2008 waren er ook plannen om een nummer met Lisa Marie Presley op te nemen. De band ontmoette haar eind december en Presley verklaarde een fan te zijn van het nummer "Daddy's Gone". De bedoeling was dat de band naar de Verenigde Staten zou gaan voor de opnamen, maar dat plan werd uiteindelijk afgeblazen. Veel nummers van Glasvegas werden al in 2006 of 2007 geschreven. "It's My Own Cheating Heart That Makes Me Cry" werd bijvoorbeeld in februari 2008 al als single uitgebracht. "Ice Cream Van" werd daarentegen begin 2008 pas geschreven. De band vertelde in september dat ze blij waren met het album, omdat het van begin tot eind als een geheel klinkt. Gitarist Rab Allan: 'Het voelt als een degelijk album omdat het van begin tot eind een flow heeft. We hebben een album gemaakt waar mensen naar willen luisteren. Dat klinkt raar, omdat mensen tegenwoordig gewend zijn om naar individuele nummers te luisteren.'

### Onderwerpen
De teksten op Glasvegas zijn geschreven door zanger James Allan. "Flowers and Football Tops" werd geïnspireerd door de moord op Kriss Donald, een moord met racistische motieven in Glasgow in 2004. Allan: 'soms lees je zaken of zie je ze op televisie, en zet je jezelf onbedoeld in de positie van de benadeelde mensen. Zo dacht ik er ook over toen ik hoorde over de moord op Kriss Donald. Het gaat over een kind dat nooit thuis is gekomen.' Ook andere nummers behandelen maatschappelijke zaken. "Go Square Go" gaat over de druk die sommige ouders op hun kind zetten, zoals 'families die tegen ze zeggen dat ze moeten gaan vechten en niet meer terug mogen komen'. "It's My Own Cheating Heart That Makes Me Cry" vertelt volgens Allan dat hoe stoer je ook bent, je met onoprechtheid toch niet kan leven. "Stabbed" gaat over de problematiek die in het Verenigd Koninkrijk heerst over het aantal incidenten gerelateerd aan steekwapens. Allan: 'Ik beschrijf hier bekende angsten. Dit is niets nieuws.'
"S.A.D. Light" (de Engelse term voor een kunstlicht) is een metafoor voor iets wat je beter laat voelen. Allan: 'S.A.D. Light kwam op als een idee omdat mensen ze gebruikten om zich beter te laten voelen. (...) Als ik iets nodig heb om me beter te laten voelen, zet ik een cd van Elvis Presley op. Dat is dan mijn S.A.D. Light.' "Daddy's Gone" is een persoonlijker nummer; zijn vader verliet hem toen hij klein was. Volgens Allan gaat het echter niet per se over zijn vader: 'Wat sommige mensen moeilijk kunnen begrijpen is dat ik dat nummer al een jaar van tevoren had geschreven en je kan nooit de waarde schatten van nummers die je schrijft. (...) Alles wordt nu opgeblazen en mijn familie leest nu in de krant dat "Daddy's Gone" over mijn afwezige vader gaat. Dat zag ik niet aankomen en was ook iets waar ik nooit echt over had nagedacht. Sommige teksten kunnen mensen pijn doen omdat ze denken dat het over hen gaat; maar ze gaan niet over hen.'

## Uitgave

### Promotie
Voor de uitgave van Glasvegas werden "Go Square Go!", "Daddy's Gone" en "It's My Own Cheating Heart That Makes Me Cry" al uitgebracht. Zij haalden echter geen positie in de Britse Single Chart. "Geraldine", in juni 2008 uitgebracht, behaalde die lijst wel met een 16e plek. In de Schotse Single Chart behaalde het de eerste plaats. Ter promotie van het album werd "Daddy's Gone" in augustus nogmaals uitgebracht. Het haalde een 12e plaats in de Engelse hitlijst en een tweede plaats op de Schotse hitlijst. "Daddy's Gone" kwam samen met een cover van Nirvana's "Come as You Are" en een nieuw nummer ("A Little Thing Called Fear"). Op 8 juni werd ook duidelijk dat het album op 8 september uitgebracht zou worden. Binnen drie dagen werd Glasvegas 30.000 maal verkocht, dat betekende dat het al een gouden status had verkregen nog voordat het album in de Britse Album Charts belandde. Na een week kwam Glasvegas binnen op de tweede plaats van de Chart, net achter Death Magnetic van Metallica.
Glasvegas speelde al een volledige Engelse concertreeks voordat het album uitgebracht werd. Ook stond het in de zomer van 2008 op enkele festivals, zoals het Hydro Connect Festival in Schotland en het Summercase Festival in Spanje. Na de uitgave van Glasvegas begon de band aan een Amerikaanse toer van 6 optredens. Voor november en december staat een nieuwe Engelse concertreeks in de planning, met een optreden in Glasgow Barrowlands als afsluiting.

### Recensies
Glasvegas kreeg voor het merendeel van de media positieve kritieken. The Guardian gaf het album een maximale 5 sterren-beoordeling: '[Het is The Jesus and Mary Chain] wiens invloed het meest hoorbaar is op Glasvegas' debuut. Net zoals deze mede-Schotten is James Allans groep Wall of sound-adepten wiens kleding van zwart naar nog donkerder gaat. Maar waar de Mary Chain duidelijke nihilisten waren, is Glasvegas intens jong volk die menselijkheid uitstralen. (...) Deze doortastende softies zijn uniek en [Glasvegas] is hun Definitely Maybeen de meest pure noise-pop verzameling van deze tijd.' Uncut gaf het album 3 uit 5 sterren: 'Glasvegas heeft een snaar geraakt omdat (net zoals Oasis) hun muzikale hommages voor hun helden (Roy Orbison, Suicide en klassieke rockabilly) zo oprecht zijn. Of dit goed is voor de verkoopcijfers, is een ander verhaal. Als je alleen naar spannende retro op zoek bent, biedt dit album je een goede tijd.'
NME gaf het album een 9 uit 10: 'Wat dit album zo perfect maakt is het contrast tussen Rich Costeys groots klinkende New York-productie, de eenvoud van de nummers en de directheid van hun Dion and the Belmonts-via-Dalmarnock-compositie. Natuurlijk zijn zij niet de eersten die doo wop en meidengroep-geluiden nemen en wat echo en ruis toevoegen. Wat Glasvegas anders maakt dan bijvoorbeeld The Raveonettes is hun meer menselijke interpretatie van de meer retro referenties. Dus geloof het maar: dit is het echte werk, niemands valse alarm, zelfs niet die van Alan McGee. Er is gewoon niet genoeg hype in deze wereld voor Glasvegas. Ze zijn een belangrijke, geweldige, echte band die niemand zal laten zitten. Niet omdat ze echte instrumenten spelen en echte nummers spelen over echte mensen; ze zijn echt omdat ze hun hart, ziel en hersenen in hun muziek stoppen. En dat is rock-'n-roll.'

## Tracklist
1. "Flowers and Football Tops" – 6:57
2. "Geraldine" - 3:45
3. "It's My Own Cheating Heart That Makes Me Cry" - 4:25
4. "Lonesome Swan" - 2:43
5. "Go Square Go" - 3:27
6. "Polmont on My Mind" - 3:52
7. "Daddy's Gone" - 4:24
8. "Stabbed" - 2:22
9. "S.A.D. Light" - 4:01
10. "Ice Cream Van" - 5:56

## GlasvegasLimited Edition
Samen met het album werd er ook een speciale uitgave geproduceerd met een dvd. Hierop staan enkele live-optredens, opgenomen in Glasgow ABC2 op 20 juni 2008. De dvd werd Live in Glasgow genoemd.
1. "Flowers and Football Tops"
2. "It's My Own Cheating Heart That Makes Me Cry"
3. "Geraldine"
4. "Go Square Go"
5. "Daddy's Gone"

### Extra's
1. "Flowers and Football Tops" (Live akoestische versie)
2. "Geraldine" (video)
3. "Daddy's Gone" (video)